# کوپینووو (کورشوملییا)
کوپینووو (به صربی: Kupinovo) یک منطقهٔ مسکونی در صربستان است که در کورشوملیا واقع شده‌است. کوپینووو ۶۷ نفر جمعیت دارد.